# Базальні ганглії
Базальні ганглії або базальні ядра — комплекс підкіркових нейронних вузлів, розташованих в центральній білій речовині півкуль головного мозку хребетних тварин. Вони входять до складу переднього мозку, розташованого на межі між лобовими частками і над стовбуром мозку. Базальні ганглії забезпечують регуляцію рухових і вегетативних функцій, беруть участь в здійсненні інтеграційних процесів вищої нервової діяльності. Зокрема у ссавців вони асоційовані із мисленням, емоціями та навчанням.

## Анатомія
У вузькому (анатомічному) значенні до базальних ядер відносяться:
- Хвостате ядро (вигнуте ядро)
- Сочевицеподібне ядро (має вигляд випуклої лінзи). Воно складається із:
  - Лушпини
  - Блідої кулі

Філогенетично бліда куля є старішою частиною, тому її називають палеостріатум.
Хвостате ядро і лушпина філогенетично є молодшими, тому їх називають неостріатум.
Хвостате ядро і лушпина у ранньому ембріональному розвитку розташовуються разом і розділяються при проростанні внутрішньої капсули, найдовших провідних шляхів ЦНС. Однак вони залишаються зв'язаними між собою тонкими смугами сірої речовини і тому разом називаються смугастим тілом. Це об'єднання є не тільки морфологічним, воно має і функціональне значення. Вентрально (попереду) хвостате ядро і лушпина залишились не розділеними. Це місце називається прилеглим ядром.
В широкому значенні (функціонально) до базальних ядер додатково відносять:
- Чорну субстанцію (розташована в середньому мозку)
- Субталамічне ядро

«Вхід» в базальні ядра здійснюється через смугасте тіло. Воно отримує імпульси з кори головного мозку, чорної субстанції, ядра шва, ретикулярної формації. Вихідним пунктом внутрішня частина блідої кулі, волокна якої прямують до таламуса і мають ГАМК-рецептори, здійснюють гальмівний вплив на таламус (і, відповідно, на кору головного мозку).